# ألكوم سات-1
ألكوم سات-1، هو أول قمر صناعي جزائري الصنع مخصّص للاتصالات، أطلقته الوكالة الفضائية الجزائرية من الصين في 10 ديسمبر 2017 لتوفير خدمة الاتصالات والانترنت وبث القنوات الإذاعية والتلفزيونية بدقة عالية، وتنويع مداخيل الوكالة بعد إنشاء فرع تجاري لتسويق منتجات الأقمار الصناعية الخمسة التي تسيرها الوكالة في نهاية 2017، وهي المخصصة لنقل صور متوسطة وعالية الدقة لحماية البيئة ومختلف النظم الإيكولوجية الطبيعية.

## وصلات خارجية
- (بالفرنسية: الموقع الرسمي للوكالة الفضائية الجزائرية)‏
- كوريا الشمالية تعرض مرافقة الجزائر لإطلاق قمر صناعي